# ダゲン・H

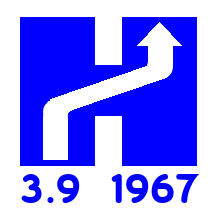
ダゲン・Hのロゴ

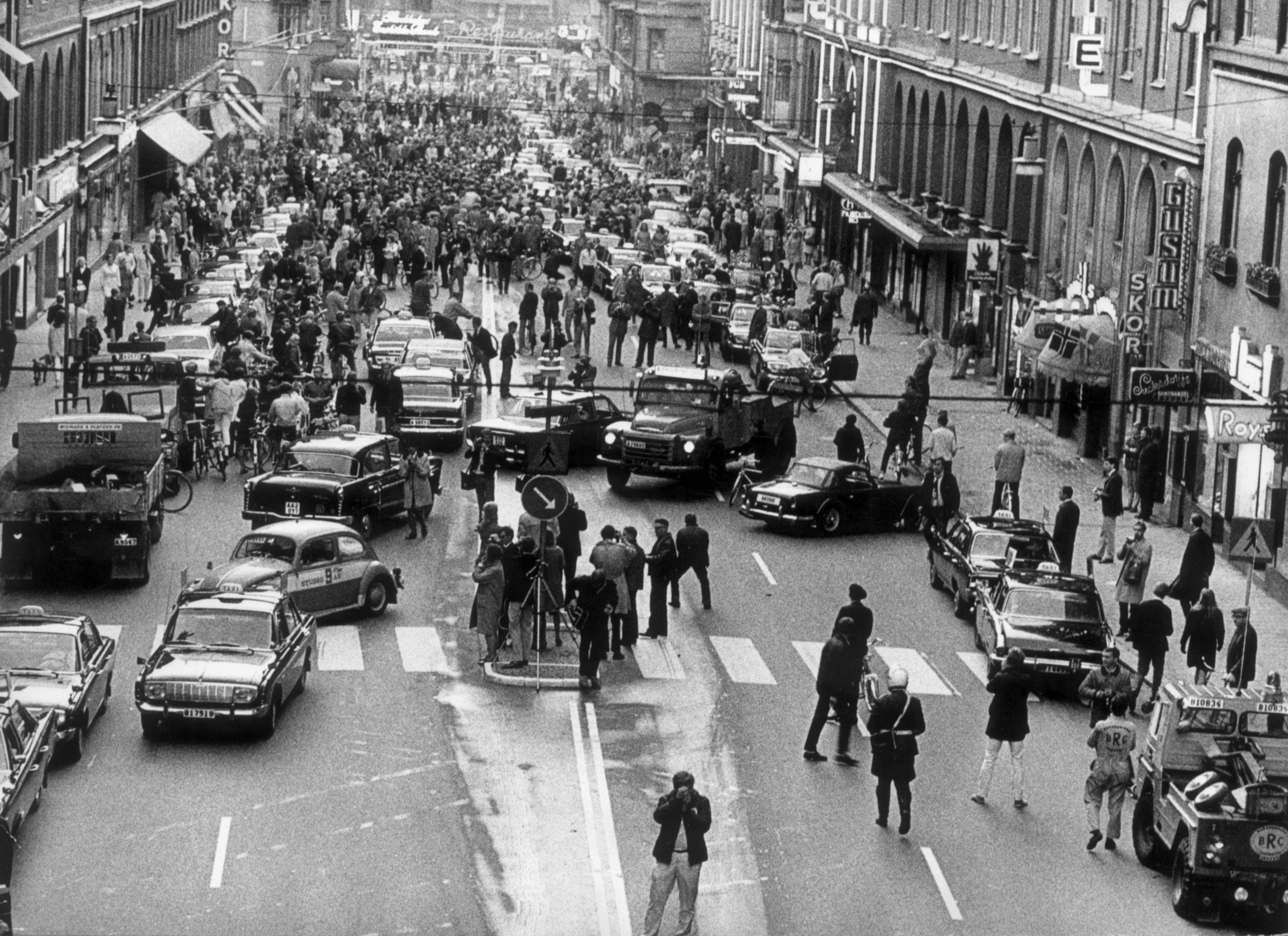
ダゲン・H当日のクングスガタン（ストックホルム中心部）

ダゲン・H (典: Dagen H) とは1967年9月3日、スウェーデンで自動車の対面交通が左側通行から右側通行に変更されたことを指す。
「ダゲン」はスウェーデン語で「～の日」を意味し、「H」は右側通行を意味する Högertrafik の頭文字である。

## 概要
それまでスウェーデンの自動車交通は左側通行であったが、1967年9月3日から右側通行に変更されることとなった。その理由は、国境を接するノルウェー、フィンランド、デンマークとの自動車による往来が活発であり、右側通行であるこれら近隣諸国と交通方式を合わせることは、特にトラック輸送の面でメリットが大きかったためである。
右側通行への変更は以前から何度も計画されていたが、その都度国民からは反対されていた。特に1955年の国民投票では反対83％という圧倒的多数で否決された。しかし、スウェーデン政府は通行方式変更によるメリットを重視して変更を実施した。

## 自動車
スウェーデンでは、バスなどを除いた自国の乗用車について、ダゲン・H以前から左ハンドル車を採用していた。スウェーデン国内の自動車メーカーであるサーブやボルボも自国向けに左ハンドル車を販売しており、極めて特殊な道路環境であった。そのため通行方式の変更に伴う車両の改修および変更は、左ハンドル車のバスを新規導入したことやヘッドライトの交換・光軸調整などで済んでいる。道路標識は、変更後に使用するものをあらかじめ設置した上で、変更当日まで黒いカバーをかけるなどして対応した。

## 鉄道
スウェーデンの鉄道は、国鉄、私鉄、地下鉄など、現在も左側通行を維持している。
路面電車については、ストックホルム市とイェーテボリ市で対応が分かれている。ストックホルムではダゲン・H実施に伴い一旦廃止となり、24年後の1991年に右側通行の路面電車として復活している。イェーテボリでは道路交通同様に左側通行から右側通行への切り替えを行っているが、終端にループ線を採用しており車両の片側にしかドアがないため、切り替え前後の時期には反対側にダミーのドアが設置された状態の車両が走っていた。